# Diahogna martensi
Diahogna martensi là một loài nhện trong họ Lycosidae.
Loài này thuộc chi Diahogna. Diahogna martensi được Ferdinand Karsch miêu tả năm 1878.